# Neil Martin
Neil Martin, (né le 20 octobre 1940) est un footballeur écossais.

## Biographie
Neil Martin a commencé sa carrière de footballeur senior dans le club Alloa Athletic qui est dans le centre de l'Écosse. En 1960-61, Neil a marqué 25 buts au championnat d'Angleterre et a remporté une coupe. La première coupe pour ce club. 
Il a marqué 100 buts en championnat d'Écosse et d'Angleterre, et a honoré trois sélections en équipe nationale A pour l'Écosse dans les années 1960 et 1970. Connu pour sa force, sa puissance, sa bravoure et son engagement, Martin a eu une grande carrière. Il a joué dans les clubs : Alloa Athletic, Queen of the South, Hibernian, Sunderland, Coventry City, Nottingham Forest, Brighton & Hove Albion et Crystal Palace.

## Carrière
Dans les années 1964-65, il a joué en qualifications pour la coupe du monde avec l'Écosse. Neil a joué en Pologne, mais le match s'est terminé sur un score nul, même chose en Finlande. Martin, avec son partenaire Alan Gilzean, a eu une victoire dans un match contre l'Italie (1-0).